# Osachi Hamaguchi
Osachi Hamaguchi (濱口 雄幸?, Hamaguchi Osachi; Kōchi, 1º aprile 1870 – Tokyo, 26 agosto 1931) è stato un politico giapponese, primo ministro dell'impero giapponese tra il 1929 e il 1931.

## Biografia

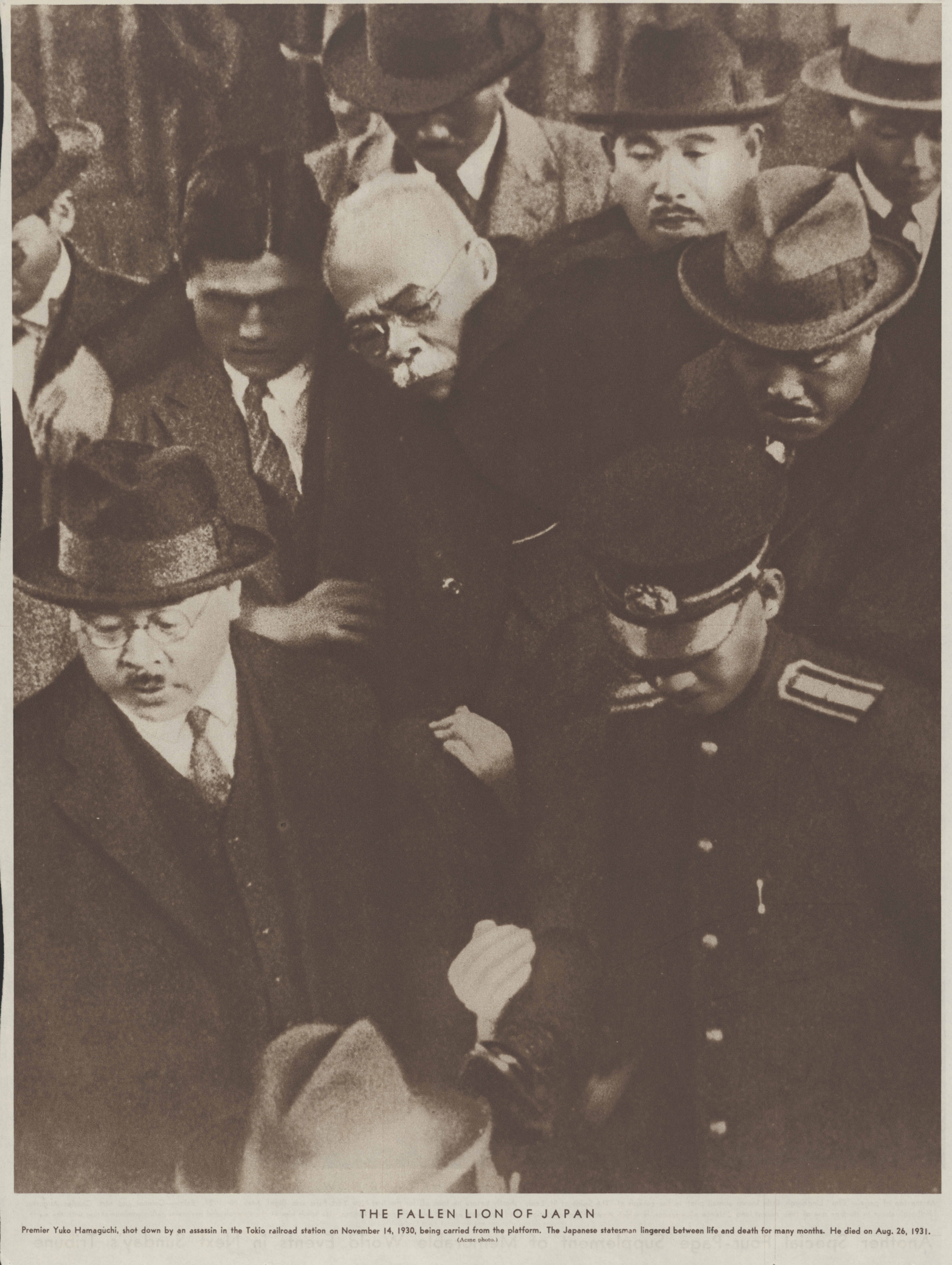
Tentativo di assassinio di Hamaguchi Osachi all'interno della stazione di Tokyo, 14 novembre 1930

Dopo essersi laureato in legge iniziò una carriera dirigenziale nel Ministero delle Finanze, diventando vice-ministro nel 1914. Eletto per la prima volta alla Camera dei rappresentanti nel 1915 divenne ministro delle finanze sotto i governi di Katō Takaaki e ministro degli interni sotto Wakatsuki Reijirō.
Dopo le dimissioni di Tanaka Giichi divenne primo ministro dell'Impero. Il 14 novembre 1930 subì un attentato alla Stazione di Tokyo (nove anni prima il primo ministro Hara Takashi fu assassinato nello stesso luogo) e per questo rimase in ospedale per diversi mesi, lasciando la carica ad interim a Kijūrō Shidehara, rientrò in carica il 10 marzo ma si dimise un mese dopo.